# The Hits (Billy Joel)
The Hits è un album di raccolta del cantante statunitense Billy Joel, pubblicato nel 2010 solo negli Stati Uniti.

## Tracce
1. Everybody Loves You Now – 2:49
2. Piano Man – 5:39
3. The Entertainer – 3:40
4. New York State of Mind – 6:02
5. Movin' Out (Anthony's Song) – 3:29
6. Only the Good Die Young – 3:55
7. My Life – 4:42
8. Big Shot – 4:02
9. You May Be Right – 4:13
10. It's Still Rock and Roll to Me – 2:57
11. Say Goodbye to Hollywood (Live) – 4:25
12. Allentown – 3:50
13. Pressure – 4:40
14. The Longest Time – 3:39
15. Tell Her About It – 3:50
16. A Matter of Trust – 4:09
17. We Didn't Start the Fire – 4:51
18. I Go to Extremes – 4:23
19. The River of Dreams – 4:05